# 细尖栒子
细尖栒子（学名：Cotoneaster apiculatus）为蔷薇科栒子属的植物，为中国的特有植物。分布于中国大陆的湖北、四川、甘肃、云南等地，生长于海拔1,500米至3,100米的地区，常生于山坡路旁和林缘等地，目前尚未由人工引种栽培。

## 别名
尖叶栒子（经济植物手册）